# Stepan Yanovsky
Stepán Dmítrievich Yanovski (Ruso: Степа́н Дми́триевич Яно́вский; 1815 – 13 de julio de 1897, Suiza) fue un médico ruso conocido por haber atendido a la familia del escritor Fiodor Dostoievski. Cuidó la salud del escritor desde 1846 hasta 1849. También fue autor de memorias sobre Dostoievski (revista El Mensajero Ruso, 1885, №176). Algunas características de Yanovski y algunos eventos familiares de su vida se reflejaron en la imagen del personaje de Dostoievski, Pável Pávlovich Trusotski de la novela corta El eterno marido.

## Biografía
Stepán Yanovski se graduó en la filial de Moscú de la Academia Médico Quirúrgica de San Petersburgo. Al comienzo de su carrera, se desempeñó como médico en el Regimiento Preobrazhenski (alistado en 1837) y como médico y profesor de Historia natural en la Universidad Técnica Forestal de San Petersburgo (en ruso, ru:Санкт-Петербургский государственный лесотехнический университет). A mediados de 1840, habiendo recibido un puesto en el departamento de almacenes médicos estatales del Ministerio del Interior del Imperio ruso (en ruso, ru:Министерство внутренних дел Российской империи), Yanovski abrió  un centro de práctica médica que le dio acceso al mundo de los escritores contemporáneos de San Petersburgo. En 1855, Stepán Dmítrievich se casó con Aleksandra Ivánovna Shúbert (en ruso, ru:Шуберт-Яновская, Александра Ивановна), una actriz del Teatro Aleksandrinski. El matrimonio duró 8 años. Yanovski se retiró en 1871, emigró a Suiza 6 años después, donde murió en 1897.